# Stephan El Shaarawy
Stephan Kareem El Shaarawy (arabă ستيفان كريم الشعراوي; n. 27 octombrie 1992, Savona, Liguria, Italia) este un fotbalist italian, egiptean și venezuelean liber de contract, care joacă pe post de extremă. Pe plan internațional, are prezențe la națională pentru Italia U17⁠(d), Italia U18⁠(d), Italia U19⁠(d), Italia U21⁠(d), Italia, Italia U16⁠(d) și Italia U19⁠(d).
Este poreclit Il Faraone (Faraonul) de către fanii săi. El Shaarawy și-a început cariera la Genoa. A semnat cu AC Milan după jocul bun prestat după ce a fost împrumutat de Genoa la Calcio Padova.

## Cariera

### Genoa
El Shaarawy si-a inceput cariera la Genoa la 14 ani.
A debutat in Serie A la 16 ani si 55 de zile jucand 14 minute intr-un meci impotriva lui Chievo. Acesta a fost singurul sau meci al sezonului el fiind de mai multe ori pe banca de rezerve.

### Padova
Pe 28 iunie 2010 El Shaarawy a fost imprumutat la Padova in Serie B. Stephan a devenit un jucator esential in echipa conducand clubul spre playoff-ul de promovare in Serie A pe care insA l-a pierdut in fata Novarei. Prin performantele sale El Shaarawy a castigat titlul de Jucatorul Anului in Serie B in 2011.

### Milan
Pe 25 iunie 2011, El Shaarawy a semnat cu A.C. Milan pentru o suma de transfer de 20 de milioane de euro. Pe 18 septembrie 2011 a debutat in tricoul Milanului cu Napoli intr-o infrangere cu 3-1 pe Stadionul San Paoli.

## Statistici

### Club
La 25 mai 2025.
| Club              | Sezon         | Campionat         | Campionat | Campionat | Cupa    | Cupa   | Continental | Continental | Total   | Total  |
| Club              | Sezon         | Divizie           | Meciuri   | Goluri    | Meciuri | Goluri | Meciuri     | Goluri      | Meciuri | Goluri |
| ----------------- | ------------- | ----------------- | --------- | --------- | ------- | ------ | ----------- | ----------- | ------- | ------ |
| Genoa             | 2008–09       | Serie A           | 1         | 0         | 0       | 0      | —           | —           | 1       | 0      |
| Genoa             | 2009–10       | Serie A           | 2         | 0         | 0       | 0      | —           | —           | 2       | 0      |
| Genoa             | Total         | Total             | 3         | 0         | 0       | 0      | —           | —           | 3       | 0      |
| Padova (împrumut) | 2010–11       | Serie B           | 29        | 9         | 1       | 0      | —           | —           | 30      | 9      |
| Milan             | 2011–12       | Serie A           | 22        | 2         | 4       | 2      | 2           | 0           | 28      | 4      |
| Milan             | 2012–13       | Serie A           | 37        | 16        | 1       | 1      | 8           | 2           | 46      | 19     |
| Milan             | 2013–14       | Serie A           | 6         | 0         | 0       | 0      | 3           | 1           | 9       | 1      |
| Milan             | 2014–15       | Serie A           | 18        | 3         | 1       | 0      | —           | —           | 19      | 3      |
| Milan             | Total         | Total             | 82        | 21        | 6       | 3      | 13          | 3           | 101     | 27     |
| Monaco (împrumut) | 2015–16       | Ligue 1           | 15        | 0         | 0       | 0      | 9           | 3           | 24      | 3      |
| Roma (împrumut)   | 2015–16       | Serie A           | 16        | 8         | —       | —      | 2           | 0           | 18      | 8      |
| Roma              | 2016–17       | Serie A           | 32        | 8         | 4       | 2      | 8           | 2           | 44      | 12     |
| Roma              | 2017–18       | Serie A           | 33        | 7         | 1       | 0      | 10          | 2           | 44      | 9      |
| Roma              | 2018–19       | Serie A           | 28        | 11        | 1       | 0      | 4           | 0           | 33      | 11     |
| Roma              | Total         | Total             | 109       | 34        | 6       | 2      | 24          | 4           | 139     | 40     |
| Shanghai Shenhua  | 2019          | SuperLiga Chineză | 10        | 1         | 3       | 3      | —           | —           | 13      | 4      |
| Shanghai Shenhua  | 2020          | SuperLiga Chineză | 6         | 0         | 0       | 0      | —           | —           | 6       | 0      |
| Shanghai Shenhua  | Total         | Total             | 16        | 1         | 3       | 3      | —           | —           | 19      | 4      |
| Roma              | 2020–21       | Serie A           | 10        | 1         | 0       | 0      | 4           | 1           | 14      | 2      |
| Roma              | 2021–22       | Serie A           | 27        | 3         | 1       | 0      | 8           | 4           | 36      | 7      |
| Roma              | 2022–23       | Serie A           | 29        | 7         | 2       | 0      | 11          | 2           | 42      | 9      |
| Roma              | 2023–24       | Serie A           | 33        | 3         | 2       | 0      | 13          | 0           | 48      | 3      |
| Roma              | 2024–25       | Serie A           | 31        | 3         | 1       | 0      | 9           | 0           | 41      | 3      |
| Roma              | Total         | Total             | 130       | 17        | 6       | 0      | 45          | 7           | 181     | 24     |
| Roma              | Roma total    | Roma total        | 239       | 51        | 12      | 2      | 69          | 11          | 320     | 64     |
| Total carieră     | Total carieră | Total carieră     | 385       | 82        | 21      | 8      | 91          | 17          | 497     | 107    |

1. ↑  Include Coppa Italia, Chinese FA Cup
2. 1 2 3 4 5 6  Apariții în UEFA Champions League
3. ↑  Trei apariții și un gol în UEFA Champions League, șase apariții și două goluri în UEFA Europa League
4. 1 2 3 4 5  Apariții în UEFA Europa League
5. ↑  Apariții în UEFA Europa Conference League

### Internațional
La 29 iunie 2024.
| Națională | An    | Selecții | Goluri |
| --------- | ----- | -------- | ------ |
| Italia    | 2012  | 3        | 1      |
| Italia    | 2013  | 7        | 0      |
| Italia    | 2014  | 1        | 0      |
| Italia    | 2015  | 6        | 1      |
| Italia    | 2016  | 3        | 1      |
| Italia    | 2017  | 3        | 0      |
| Italia    | 2018  | 0        | 0      |
| Italia    | 2019  | 2        | 1      |
| Italia    | 2020  | 3        | 2      |
| Italia    | 2021  | 1        | 0      |
| Italia    | 2022  | 0        | 0      |
| Italia    | 2023  | 2        | 1      |
| Italia    | 2024  | 1        | 0      |
| Total     | Total | 32       | 7      |

### Goluri internaționale
La meciul jucat pe 29 iunie 2024.
| Nr. | Data              | Arena                                       | Adversar          | Scor | Rezultat final | Competiție                     |
| --- | ----------------- | ------------------------------------------- | ----------------- | ---- | -------------- | ------------------------------ |
| 1   | 14 noiembrie 2012 | Stadio Ennio Tardini, Parma, Italia         | Franța            | 1–0  | 1–2            | Meci amical                    |
| 2   | 10 octombrie 2015 | Stadionul Tofiq Bahramov, Baku, Azerbaidjan | Azerbaidjan       | 2–1  | 3–1            | Calificările la UEFA Euro 2016 |
| 3   | 29 martie 2016    | Allianz Arena, München, Germania            | Germania          | 1–4  | 1–4            | Meci amical                    |
| 4   | 15 octombrie 2019 | Stadionul Rheinpark, Vaduz, Liechtenstein   | Liechtenstein     | 4–0  | 5–0            | Calificările la UEFA Euro 2020 |
| 5   | 7 octombrie 2020  | Stadio Artemio Franchi, Florența, Italia    | Republica Moldova | 3–0  | 6–0            | Meci amical                    |
| 6   | 7 octombrie 2020  | Stadio Artemio Franchi, Florența, Italia    | Republica Moldova | 5–0  | 6–0            | Meci amical                    |
| 7   | 17 noiembrie 2023 | Stadio Olimpico, Roma, Italia               | Macedonia de Nord | 5–2  | 5–2            | Calificările la UEFA Euro 2024 |

## Honours

### Club
Genoa
- Campionato Primavera (1): 2009–10[8]
- Coppa Italia Primavera (1): 2008–09
- Super Coppa Primavera (1): 2009

### International
Italy
- FIFA Confederations Cup: Third-place 2013